# Knappnytt
Knappnytt var en svensk nyhetsprogramsparodi. Nyhetsankaret är en tecknad katt vid namn Knatten. Knappnytt distribuerades huvudsakligen via webbplatsen Youtube innan Youtube tog bort inslagen. De flesta inslagen går nu åter att hitta på Youtube. De som låg bakom Knappnytt är Mattias Petter Johansson, Magnus Criwall, Fredrik Engelhag och Stefan Rydehed.
Det första avsnittet av Knappnytt skapades som en "kul grej" av Mattias Petter Johansson på knapptillverkningsfirman knapp.nu. Han ville ha en anledning till att lära sig göra flash-animationer så han skapade webb-tv-serien.
Avsnittet kritiserade firmans kunder för att bara beställa knappar som hade med artisten Darin att göra och sägs ha lett till negativa reaktioner från såväl kunder som från artistens skivbolag, något som efteråt har dementerats av Mattias Johansson. Avsnitt två, "Ninjas", handlade om de påhittade krav som skivbolaget ska ha haft på att ta ned avsnittet om Darin från företagets servrar. Avsnittet "Fjortisar" handlade till stor del om några av de språkligt sett illa formulerade mejl som skickats som respons på avsnittet om Darin. I och med avsnittet "Fjortisar" blev Knappnytt mer allmänt känt inom den yngre svenska onlinekulturen och har i vissa kretsar uppnått en kultstatus.[källa behövs]
Inledningsvis var den programledaren "Knatten" animerad men byttes från och med det nionde avsnittet ut mot en docka i plysch, vilket Knappnytts producenter i sin Facebookgrupp motiverar med att det går snabbare att producera avsnitten och att det möjliggör för ökad interaktion mellan Knatten och de mänskliga skådespelarna.
Under ett SVT-reportage om en av Piratpartiet anordnad demonstration i Lund placeras en Knatten-docka på en intervjupersons axel.
I avsnitt 37 "Allsvenskans vandringspokal", som från början hette "Rapelay", så hade Knappnytt återgått till animerad Knatten men då en moderator på Youtube granskade klippet och tog bort det med motiveringen "Videoklippet har tagits bort på grund av brott mot användarvillkoren" då det förekom klipp från tidiga pornografiska spel såsom Custer's Revenge och X-man från Atari 2600. Senare under dagen släpptes ett nytt redigerat avsnitt utan den animerade Knatten och porrspelsklippen. Det lades även till en förtext som refererade till Sovjetunionens kontroll till medierna. Under hösten 2010 kom en webbserie producerad av skaparna finnas tillgängligt på SVT Play under namnet "All makt för Sverige". Mattias Petter Johansson har beskrivit SVT-projektet som "väldigt misslyckat". Under produktionen av webbserien avstannade Knappnytt och startade åter igen 1 april 2011. Grundaren Mattias Petter Johansson arbetade sedan som utvecklare på Spotify och har meddelat att han inte har några planer på fler avsnitt av Knappnytt.
Den 29 april 2012 tillkännagav Knappnyttsgänget att en ny serie har börjat produceras, "Drakar och Demoner".

## Karaktärer
I Knappnytt förekommer dessa karaktärer:
- Knatten: Knappnytts nyhetsankare är en tecknad katt av obestämt kön (refereras till både som "systra mi" och "min bror" av CP-Knatten, men omtalas oftast som "han"). Knatten har en mycket kritisk inställning till det aktuella avsnittets tema. Knatten är i de första avsnitten tecknad i svart eller vitt (eller rött när Knatten blir arg). I de senare avsnitten är Knatten i stället en tygdocka.
- CP-Knatten: CP-Knatten introducerades i avsnitt 14. Han ser ut precis som Knatten, med undantag för en vit och blå pappershatt. Hans åsikter skiljer sig ofta helt och hållet från Knattens, bland annat uppskattar han Final Fantasy och Twilight.
- Mattias Johansson: Mattias Johansson är programledare från och med program 9: Kärnkraft och Prinsessor.
- Der Kleine Mullvad är en oftast tecknad karaktär som talar en blandning av svenska och tyska och förekommer i avsnitten Valet, Skåne, MSN, Drogliberal, Bröllopspsykos och Alliansen. I de tre sistnämnda är mullvaden en docka och inte tecknad. Der Kleine Mullvad har vit kostym, glasögon och käpp och är rival med Hitlerhamstern.
- Hitlerhamstern är en tecknad hamster som talar tyska med pipig röst och har en SS-hjälm på sig. Hitlerhamstern förekommer i avsnitten Valet, Skåne och MSN. I Valet stänger Der Kleine Mullvad in Hitlerhamstern i "Hets mot folkgrupp-lådan", men i MSN hämnas Hitlerhamstern med att köra över Der Kleine Mullvad med en Tiger II-stridsvagn. Han har en gästroll i Israel får damp, där han sitter instängd med Knatten i "Hets mot folkgrupp-lådan".
- Mecha-Knatten användes i en reklamfilm för Knappnytts nyhetsbrev, en referens till Tohoproducerade Godzilla. Är även med i avsnitt 36 då Knatten, CP-Knatten, Mecha-Knatten och Maestrous spelar HeroQuest. Förekommer i början av avsnitt 38 då han slåss mot Maestrous.
- Ankan är en gul anka som CP-Knatten har med sig som kompis. I avsnitt 34 så har Ankan sin första replik, "Det har jag fan ingen aning om". Ankan förekommer också i avsnitt 20, men kvittrar då bara.
- Knappen är en fult ritat animerad variant på Knatten. Är med i avsnitt 54 och 55.